# Bailamos
"Bailamos" (意为 "我們來跳舞") 是一首拉丁流行乐, 来自Enrique Iglesias. 这首歌歌词为西班牙语和英语. 这是安立奎·伊格萊西亞斯进入英语市场的第一首歌, 且这首歌非常成功, 曾经登上公告牌百强单曲榜的第一名宝座.
1999年被改編日本版，由資深男歌手西城秀樹主唱。